# Yusef Lateef's Little Symphony
Yusef Lateef's Little Symphony je studiové album amerického jazzového hudebníka Yusefa Lateefa. Nahráno bylo v červnu roku 1987 ve studiu Moonstar Media v Shutesbury ve státě Massachusetts. Lateef jej nahrál sám bez dalších hudebníků. Vydáno bylo později toho roku společností Atlantic Records. Album bylo oceněno cenou Grammy za nejlepší newageové album.

## Seznam skladeb
Autorem všech skladeb je Yusef Lateef.
1. „First Movement: Larghissimo“ – 8:05
2. „Second Movement: Andante“ – 8:14
3. „Third Movement: Moderato“ – 10:07
4. „Fourth Movement: Presto“ – 6:51

## Obsazení
- Yusef Lateef – tenorsaxofon, sopránsaxofon, C flétna, altflétna, bambusová flétna, sopránová bambusová flétna, tenorová bambusová flétna, pneumatická flétna, shannie, gordofon, tama, vodní buben, perkusivní sitár, klávesy